# M/Y Wialla III
M/Y Wialla III är en svensk motoryacht från 1923, som ritades av Erik Salander och tillverkades av Önnereds båtvarv (tidigare Lundin & Johanssons båtvarv) i Fiskebäck i Önnered i Göteborg. Hon byggdes enligt beställarens önskemål extra kraftigt för att klara hårt väder på Skagerack. Den ursprungliga motorn var en amerikansk Readwing på 28-36 hästkrafter. Ombyggnad skedde omkring 1938-1939 och vissa inre och yttre renoveringar samt anpassningar enligt originalritningar genomfördes 1991-1997.
M/Y Wialla III k-märktes 2017.